# シャーヒーン・アフヴァーズFC
シャーヒーン・アフヴァーズFC (英語: Shahin Ahvaz Football Club、ペルシア語: باشگاه فوتبال شاهین اهواز) はイランのアフヴァーズを本拠地とするサッカークラブである。現在はイランサッカーリーグ2部に所属している。

## クラブの歴史
1948年、Hasan Fakheriの助力によりクラブが創設された。2007年まで、クラブは長年にわたってアフヴァーズの地域リーグでプレーしていた。
クラブの黄金時代は1980年代に訪れ、Dr. ShariatiやAshrafi、Nasirabbasiに率いられたクラブは1989年のハズフィー・カップの準決勝でペルセポリスを、決勝でマラヴァーンを破って優勝を果たした。翌年にはカップ戦優勝クラブとしてアジアクラブ選手権1989-90に参加、地元開催の予選では3戦全勝で本戦に進んだ。
このシーズンが終了した後、より高い契約金を求めてほぼすべての選手がクラブを離れていった。翌シーズンは新鮮な若手選手で構成されたもののスポンサーの支援不足や経営不振もあり、Dr. Shariati、Nasirabbasi、Ashrafiの三人の監督がクラブを去るとシャーヒーンは黄金時代のような成績を上げることはできなくなり、2部リーグに定着するクラブとなってしまった。
現在、シャーヒーン・アフヴァーズはほぼすべてのホームゲームをアフヴァーズ・タフティー・スタジアムで開催している。

## シーズン別の成績
| シーズン | リーグ                     | 順位 | ハズフィー・カップ | 註 |
| -------- | -------------------------- | ---- | ------------------ | -- |
| 1988-89  | シャフリーヴァール・リーグ | 9位  | 優勝               |    |

以下に2007年以降の成績をしるす。
| シーズン | リーグ                   | 順位 | ハズフィー・カップ | 註   |
| -------- | ------------------------ | ---- | ------------------ | ---- |
| 2007-08  | アーザーデガーン・リーグ | 12位 | 3回戦敗退          |      |
| 2008-09  | アーザーデガーン・リーグ | 12位 | 予選敗退           |      |
| 2009-10  | アーザーデガーン・リーグ | 14位 | 3回戦敗退          | 降格 |
| 2010-11  | 2部リーグ                |      |                    |      |

## 監督
- Saeed Salamat

## 獲得タイトル
- ハズフィー・カップ

優勝 (1): 1988
- アジアクラブ選手権1989-90出場